# 柳河藩
柳河藩（日语：／ Yanagawa han */?），又稱為柳川藩，是日本筑後国江戶時代期間的一個藩屬領地。藩廳位於柳川城（福岡縣柳川市）藩主是田中氏及立花氏。在田中氏管治期間，曾經擁有整個筑後國，但自立花氏管治時，領地範圍位於筑後南部。

## 歷代藩主

### 田中家
外樣　32万5千石　（1600年～1620年）
1. 吉政
2. 忠政

### 立花家
外樣　10万9千石　（1620年～1871年）
1. 宗茂
2. 忠茂
3. 鑑虎
4. 鑑任
5. 貞俶
6. 貞則
7. 鑑通
8. 鑑壽
9. 鑑賢
10. 鑑廣
11. 鑑備
12. 鑑寛